# Asbjørn Bøndergaard
Asbjørn Bøndergaard (* 5. Mai 2004) ist ein dänischer Fußballspieler. Er ist dänischer Nachwuchsnationalspieler.

## Karriere

### Verein
Asbjørn Bøndergaard spielte bei Ringkøbing IF und spielte später mittels einer entsprechenden Lizenz sowohl für diesen Verein als auch für Silkeborg IF, bevor er im Jahr 2019 gänzlich in die Jugendabteilung der Silkeborger wechselte. Am 6. April 2023 gab er im Alter von 18 Jahren beim 3:2-Sieg im Viertelfinalrückspiel im dänischen Pokal gegen SønderjyskE sein Pflichtspieldebüt für die Profimannschaft. In der Abstiegsrunde in der Superligaen kam Bøndergaard zu zwei Einsätzen und schaffte mit seinem Verein den Klassenerhalt.

### Nationalmannschaft
Asbjørn Bøndergaard ist Nachwuchsnationalspieler Dänemarks und kam bisher für die U16, U17, U18 sowie für die U19 zum Einsatz.